# Jeunesses hitlériennes
Pour les articles homonymes, voir HJ et Hitler (homonymie).
Les Hitlerjugend (en allemand : /ˈhɪtlɐˌjuːɡn̩t/ ) ; abrégé HJ (en allemand : /haːˈjɔt/ ), en français, littéralement : les Jeunesses hitlériennes, est le mouvement de jeunesse du Parti national-socialiste des travailleurs allemands dirigé par Adolf Hitler.
Créée en 1926, cette organisation, seul mouvement de jeunesse autorisé durant le Troisième Reich à partir de décembre 1936, devient obligatoire en 1939 pour tous les jeunes Allemands de quatorze à dix-huit ans et reste active jusqu'à la capitulation de l'Allemagne nazie en 1945.

## Origines
La première organisation des jeunes du Parti nazi est fondée le 13 mai 1922 à Munich sous le nom de Jungsturm Adolf Hitler, plus ou moins traduisible en français par « Jeune brigade d'assaut Adolf Hitler ». Elle est alors rattachée au Sturmabteilung et dirigée par Gustav Adolf Lenk. L'organisation est interdite en 1923, en même temps que le parti nazi.

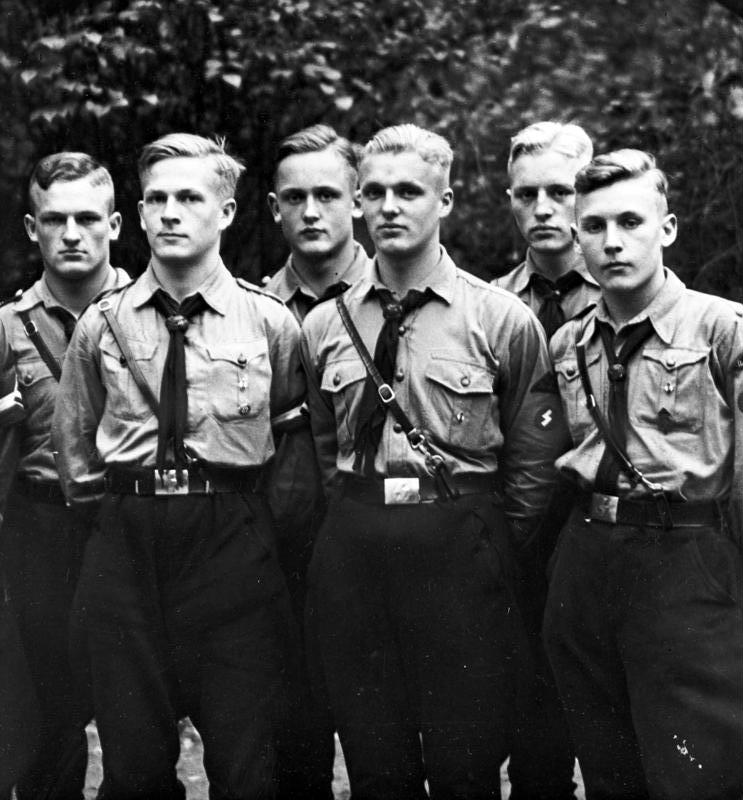
Un groupe de membres des Jeunesses hitlériennes.

Elle est refondée le 4 juillet 1926 lors du deuxième congrès du Parti nazi, sous le nom de Hitlerjugend.

## Doctrine
La raison d'être des Jeunesses hitlériennes est la formation de futurs surhommes « aryens » et de soldats prêts à servir loyalement le Troisième Reich. Il s'agit de contourner les clauses très contraignantes du Traité de Versailles qui interdisent à l'Allemagne de posséder une armée puissante et de préparer une génération physiquement et mentalement apte à être, au plus tôt, lancée dans une guerre contre toutes les puissances ennemies du Reich. Dans les Jeunesses hitlériennes, l'entraînement physique et militaire passait bien avant l'instruction scolaire et scientifique. L'apprentissage comprenait le maniement des armes, le développement de la force physique, la stratégie militaire et un endoctrinement antisémite. Après la dissolution des organisations de scouts dans tous les Länder d'Allemagne, les Jeunesses hitlériennes s'approprièrent beaucoup de leurs activités, bien que les objectifs et le contenu ne soient pas les mêmes. La cruauté des plus grands envers les plus jeunes était tolérée, et même encouragée. La philosophie du Parti nazi encourageait à éliminer les plus faibles et à s'endurcir.

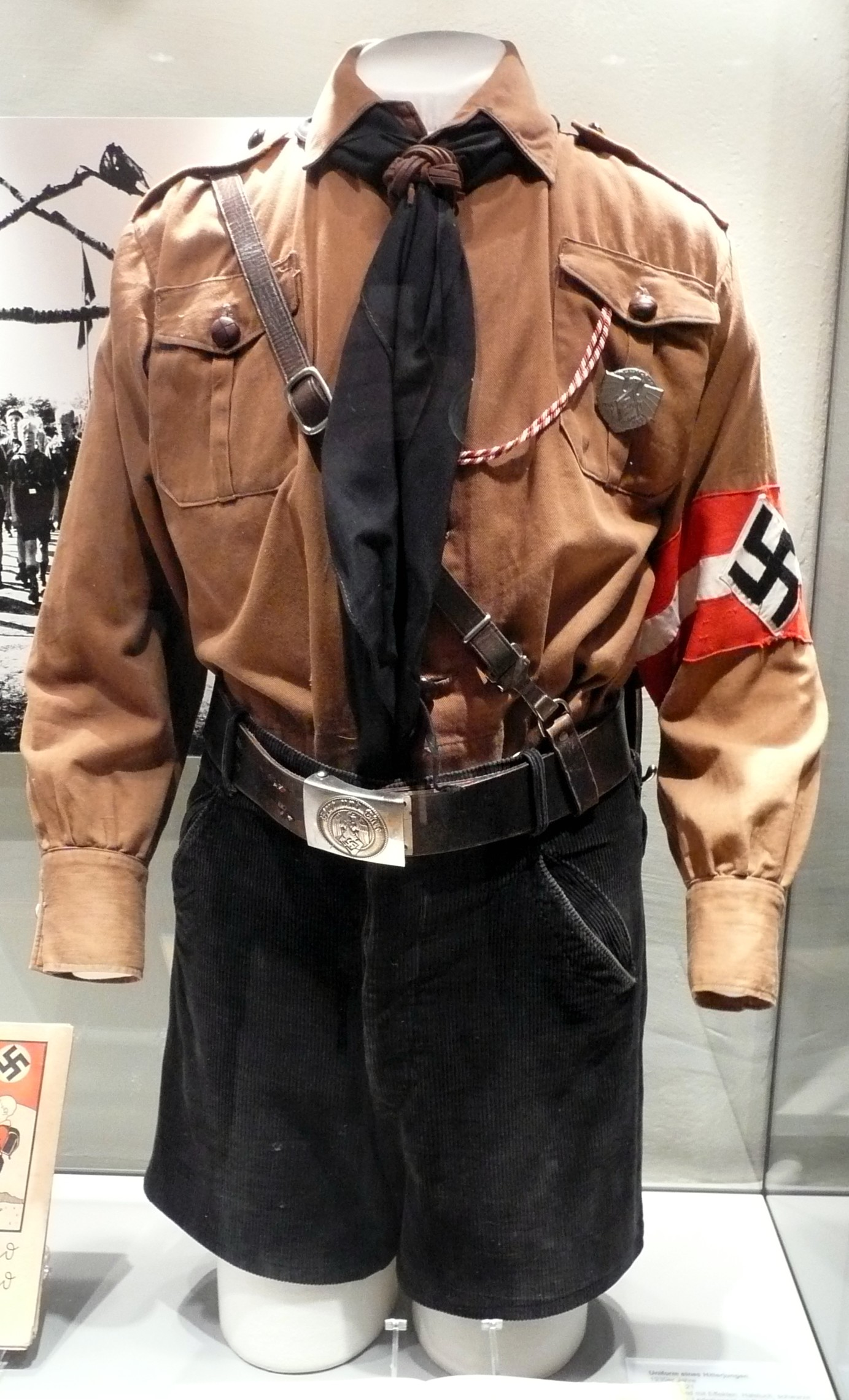
Uniforme des Jeunesses hitlériennes dans les années 1930.

Les membres des Jeunesses hitlériennes portaient des uniformes comparables à ceux du Parti nazi et utilisaient un système de grades militaires similaires aux grades et insignes des Sturmabteilung. Beaucoup des activités proposées aux garçons ressemblaient à un entraînement militaire : ramper sous des fils barbelés, apprendre à plonger en mer depuis des sautoirs et apprendre comment lancer des grenades factices. Ils avaient un poignard fabriqué par la firme Zwilling J. A. Henckels, sur le plat de la lame duquel figurait l'inscription « Blut und Ehre ! », (sang et honneur). Le manche était orné de l'insigne nazi.
Fixés par les directives de Von Schirach, les programmes à inculquer à la jeunesse étaient précis, se voulant l'armature idéologique de la nouvelle génération, et comportaient un certain nombre de thèmes centrés autour du parti nazi, de Hitler, de l'Allemagne et du peuple allemand, et des directives pour les chants à entonner en chaque circonstance.

## Structure

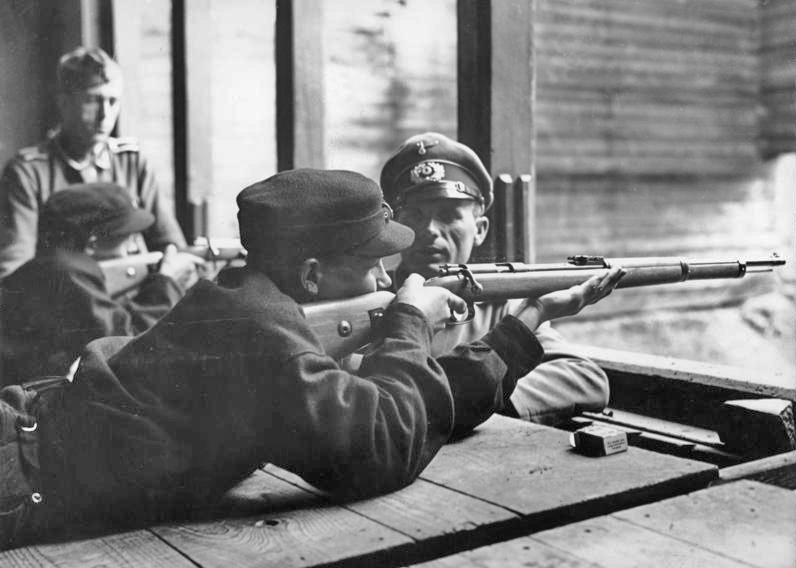
Garçons de la jeunesse hitlérienne s'exerçant au tir.

### Encadrement
L'encadrement des Jeunesses hitlériennes était assuré par des adultes, souvent militants du parti nazi au sein d'un corps d'armée. De plus ces chefs d'escouades, à la pédagogie de sergent-instructeur, exigent une obéissance totale au Führerprinzip. Le gros des membres comprenait des garçons âgés de huit à dix-huit ans. Dès 1936, les Jeunesses hitlériennes devinrent officiellement une filière obligatoire pour tous les jeunes allemands. Le groupe servait aussi de base de recrutement pour des groupes paramilitaires du parti nazi : la Schutzstaffel (SS) s'y intéressait particulièrement. Les membres des HJ étaient particulièrement fiers de se voir accorder la sieg rune (rune de la victoire), par les SS. Les SS utilisaient deux sieg runes accolées comme emblème, et cette récompense liait symboliquement les deux groupes.
Elles étaient organisées dans les villes et villages en cellules locales. Ces groupes se réunissaient chaque semaine : un dirigeant adulte y enseignait la doctrine nazie. Au niveau régional, les responsables organisaient des rassemblements et des manœuvres auxquels plusieurs cellules participaient. Le groupe national se réunissait en général une fois par an à Nuremberg, pour le rassemblement traditionnel du parti nazi.
Les Jeunesses hitlériennes avaient également créé des « académies » d'entraînement comparables aux lycées. De telles académies étaient considérées comme les bases de la relève du parti : seuls les élèves les plus dévoués et les plus radicaux pouvaient prétendre devenir de futurs dirigeants nazis.
Quelques sections visaient à entraîner leurs membres à devenir officiers de la Wehrmacht. De tels groupes s'appliquaient à former le jeune disciple dans la spécialité qu'il espérait exercer en tant qu'officier. Ainsi, les Jeunesses hitlériennes de la Marine étaient la section la plus nombreuse et servaient d'auxiliaires à la Kriegsmarine pour le secours en mer.

### Organisation et branches régionales
Dès juillet 1933, Schirach organisa les Jeunesses hitlériennes au moyen d'un système de classes d'âges :
- Küken uniquement des fillettes de huit à dix ans, adhésion facultative[réf. nécessaire] ;
- Les Deutsche Jungvolk appelés aussi Pimpfe (nom familier) , ou DJ (Jeunes allemands), regroupaient les garçons de dix à quatorze ans ;
- Le Jungmädelbund, ou JM (Association des jeunes filles), était chargé de l'encadrement des filles de dix à quatorze ans ;
- Le « véritable » Hitlerjugend s'occupait des jeunes gens de quatorze à dix-huit ans ;
- Le Bund Deutscher Mädel (BDM) encadrait les jeunes filles de quatorze à dix-huit ans ; plus tard l'âge maximal des membres du BDM fut ramené à dix-sept ans.
- Dès 1938, le BDM subit une modification de sa structure, et le BDM-Werk « Glaube und Schönheit » rassembla les jeunes filles de dix-sept à vingt et un ans[5].

Les quatre principales branches des HJ (Deutsches Jungvolk, Hitlerjugend, Jungmädel, Bund Deutscher Mädel), quoique comportant quelques variations minimes, étaient structurées de manière similaire. La direction de la Jeunesse du Reich (Reichsjugendführung (de)) avait organisé sur le territoire du Reich des directions régionales, représentant entre 20  et   42 Gebiete (pour les DJ ou les HJ), et autant d'Obergaue pour les JM et le BDM. Ces structures étaient elles-mêmes redécoupées de manière plus fine, jusqu'à des groupes d'une dizaine de membres, par lieu de résidence, désignés sous les termes de Jungenschaft (DJ), Kameradschaft (HJ véritable), Jungmädelschaft (JM) ou Mädelschaft+ (BDM).
| Deutsches Jungvolk | Hitlerjugend  | Jungmädel       | Bund Deutscher Mädel |
| ------------------ | ------------- | --------------- | -------------------- |
| Gebiet             | Gebiet        | Obergau         | Obergau              |
| Bann               | Bann          | Untergau        | Untergau             |
| Jungstamm          | Stamm         | Jungmädelring   | Mädelring            |
| Fähnlein           | Gefolgschaft  | Jungmädelgruppe | Mädelgruppe          |
| Jungzug            | Schar         | Jungmädelschar  | Mädelschar           |
| Jungenschaft       | Kameradschaft | Jungmädelschaft | Mädelschaft          |

Pour les niveaux Jungstamm/Stamm/… et inférieurs, chaque unité coordonnait les membres de quatre unités du niveau hiérarchique inférieur. Au niveau Bann/Untergau, l'organisation se faisait de manière géographique, chacune de ces unités présidant à quatre ou six unités du niveau inférieur, tandis que chaque Gebiet ou Obergau regroupait environ 20 Bannen ou Untergauen. Une unité du niveau Jungstamm/Stamm/… regroupait en moyenne environ 600 membres, un Bann ou un Untergau entre 2 400  et   3 600 membres.
En 1934, le Reich était ainsi organisé en cinq Obergebiete et 19 Gebiete ou Obergaue. L'Anschluss de 1938 provoqua la création d'un sixième Obergebiet. En 1942, le nombre de Gebiete et d'Obergaue culmina à quarante-deux, dont quatre Befehlsstellen pour les pays occupés (Protectorat de Bohême-Moravie, Gouvernement général, Pays-Bas, ainsi qu'Osten pour l'Europe de l'Est et du Sud). Pour le territoire du Reich, les limites entre Gebiete suivaient grosso modo celles des Gauleitungen du parti nazi.

### Chefs des Hitlerjugend
- Baldur von Schirach (du 30 octobre 1931 à 1940)
- Artur Axmann (de 1940 à avril 1945)

## Drapeaux et fanions

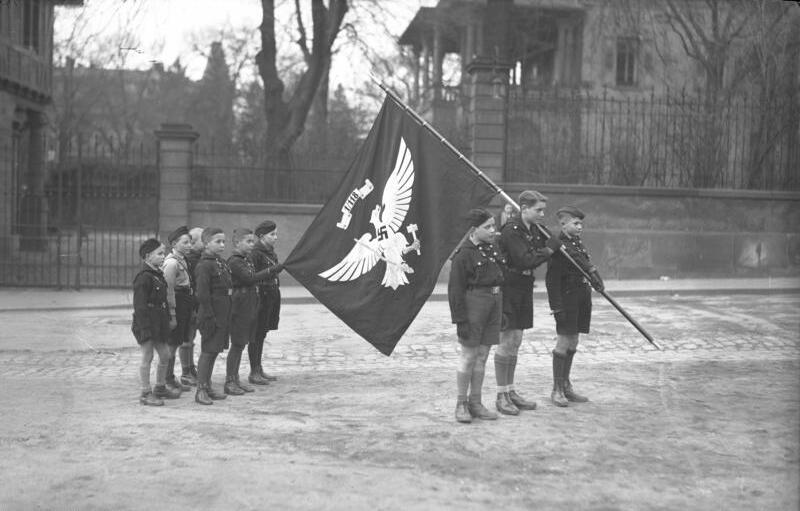
Une Bann du Jungvolk avec son drapeau.

L'unité de base des Jeunesses hitlériennes était la Bann, l'équivalent d'un régiment militaire. On comptait plus de 300 de ces Banne, dispersées dans toute l'Allemagne, chacune d'entre elles comptant environ 6 000 jeunes. Chaque unité avait un drapeau avec un dessin pratiquement identique, mais chaque Bann était identifiée par son nom, inscrit en noir sur un ruban jaune, au-dessus de la tête de l'aigle. Ces drapeaux mesuraient 200 cm de long et 145 cm de haut. L'aigle au centre faisait référence à l'Empire allemand (aigle prussien). Il maintenait dans ses serres une épée blanche et un marteau noir. Ces symboles furent utilisés sur le premier drapeau officiel présenté aux Jeunesses hitlériennes, au Congrès national du NSDAP, en août 1929, à Nuremberg. L'épée était censée représenter le nationalisme alors que le marteau était le symbole du socialisme. Les mâts utilisés avec ces drapeaux étaient en bambou, surmontés d'une boule en fer blanc et d'une pointe.
Les drapeaux portés par les Gefolgschaft des HJ, l'équivalent d'une compagnie de 150 jeunes, montrait l'emblème utilisé par les groupes armés des HJ : trois bandes horizontales (rouge-blanc-rouge) au centre desquelles un carré blanc tenant sur un sommet et contenant une croix gammée noire en son sein. Le drapeau des Gefolgschaften mesurait 180 cm de long par 120 cm de hauteur avec chaque bande de 40 cm. Pour distinguer chaque Gefolgschaft et la branche des Jeunesses hitlériennes à laquelle elle appartenait, chaque drapeau comportait un petit bandeau coloré, en haut à gauche. Le bandeau était d'une couleur précise, propre à chaque unité. Par exemple, un bandeau bleu clair avec un numéro d'unité en blanc et une couture blanche était réservé pour les Unités volantes de la HJ (Flieger-HJ).

## Embrigadement obligatoire

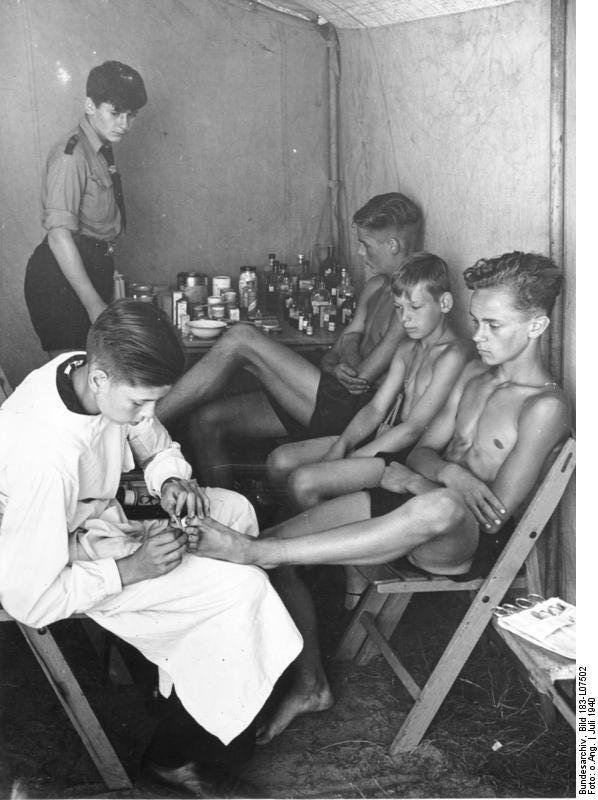
Examen sanitaire dans un camp d'été, juillet 1940. L'embrigadement vise à endoctriner et préparer physiquement plusieurs générations de futurs soldats.

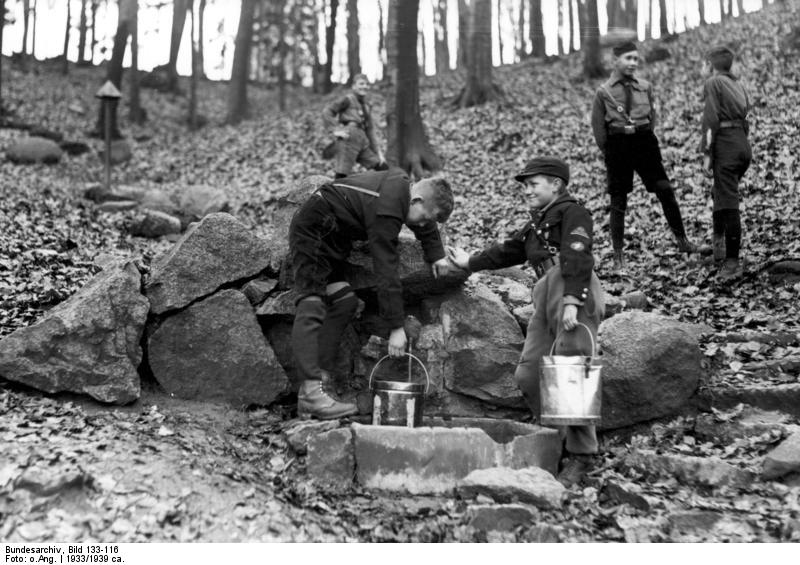
Corvée d'eau en 1933.

En 1923, l'organisation comptait un millier de membres. En 1925, le nombre de membres s'élevait à 5 000. Cinq ans plus tard, les Jeunesses hitlériennes dépassait les 25 000 sympathisants, et à l'arrivée des nazis au pouvoir en 1933, elles comptaient un effectif de 2 250 000 membres. Cette augmentation étant due en grande partie aux membres des autres organisations de jeunesse avec lesquelles les Jeunesses hitlériennes avaient fusionné (avec plus ou moins de consentement), incluant l'importante evangelische Jugend (600 000 membres à l'époque), l'organisation de jeunesse de l'Église protestante.
En décembre 1936, l'effectif dépassa les cinq millions de membres. Le même mois, l'organisation devint la seule organisation de jeunesse autorisée dans laquelle toutes les autres devaient se fondre (Gesetz über die Hitlerjugend). Elle devint officiellement obligatoire en 1939 avec le Jugenddienstpflicht. L'appartenance pouvait même être proclamée contre l'avis des parents. À partir de là, la plupart des adolescents allemands furent incorporés dans les Jeunesses hitlériennes : dès 1940, l'organisation avait atteint un effectif de huit millions de membres. Plus tard, les statistiques de guerre sont difficiles à lire, dès le moment où l'on considère que la conscription obligatoire et l'appel à la lutte (chez des enfants à partir de 10 ans) signifie que pratiquement tous les jeunes allemands étaient, dans une certaine mesure, reliés aux Jeunesses hitlériennes.
Le gros de la « génération des Hitlerjugend » était né entre les années 1920 et 1930. Ils formèrent la génération adulte de l'après-guerre et des années 1970 et 1980. Il n'était donc pas rare pour les anciens dirigeants de la République démocratique allemande et de l'Allemagne de l'Ouest d'avoir eu un passé chez les Jeunesses hitlériennes. Du fait que l'organisation était devenue obligatoire dès 1936, il n'y eut pas de volonté de bannir les politiques qui avaient servi dans les Jeunesses hitlériennes, à partir du moment où l'on considérait qu'ils n'avaient pas eu le choix.
L'exemple le plus patent fut celui de Manfred Rommel, fils d'Erwin Rommel, qui devint maire de Stuttgart en dépit du fait qu'il a fait partie des Jeunesses hitlériennes. Mais aussi, le ministre allemand des Affaires étrangères Hans-Dietrich Genscher, le philosophe Jürgen Habermas, et le Prince consort des Pays-Bas Claus von Amsberg. En outre, le 19 avril 2008, les médias annoncèrent que le pape de l'Église catholique romaine Benoît XVI (de son nom civil à la naissance Joseph Ratzinger) avait servi contre son gré dans les Jeunesses hitlériennes à l'âge de 14 ans. Cette information suscita une polémique selon laquelle une personne qui avait été liée d'une manière ou d'une autre au nazisme ne devrait pas devenir pape. Cependant, les faits révélèrent que Joseph Ratzinger ne partageait pas l'idéologie des nazis et qu'il s'en était dissocié rapidement.
Cependant, rapidement, le caractère subversif des Jeunesses hitlériennes disparaît, et cette organisation devient impopulaire au sein même des groupes qu'elle est censée encadrer. En effet, comme pour le KdF, les membres des Jeunesses hitlériennes utilisent les infrastructures pour la satisfaction de leurs besoins et désirs ; les activités d'embrigadement, les veillées, le camping, pratiqué de manière militaire, et la collecte de dons sont particulièrement impopulaires.

## Succès et impact sur la société
L'endoctrinement de la jeunesse, s'il se voulait totalitaire, rencontre des réserves au sein de la société allemande. Tout d'abord auprès du public que cette organisation est censée encadrer, puis au sein de la société dans son ensemble.
Obligatoire à partir du décret Gesetz über die Hitlerjugend du 1er décembre 1936, l'organisation se transforme en structure bureaucratique, ce qui détourne beaucoup de jeunes de ses rangs. De plus, le caractère militaire de l'encadrement et des activités proposées jouent un rôle non négligeable dans la désaffection des jeunes à l'égard de l'organisation : dans le meilleur des cas, ils s'ennuient dans les veillées, ne participent pas aux défilés militaires.
En outre, l'application du Führerprinzip finit par éloigner de l'organisation un nombre de plus en plus croissant de jeunes : obéissance inconditionnelle aux ordres, même lorsqu'ils semblent absurdes, et châtiments sans appel semblent la règle et incitent de nombreux jeunes à se tenir à l'écart.
Auprès de la population, les jeunesses hitlériennes jettent le trouble au sein des familles : séparés de leur famille, les enfants sont souvent utilisés comme informateurs par le NSDAP. Au sein de la société, lorsqu'ils sont en groupes, les membres sont souvent grossiers et sans gêne à l'encontre des gens qu'ils peuvent croiser. De plus, indisciplinés et jouissant d'une quasi-impunité de fait, les jeunes militants de la Hitlerjugend mènent à l'école une sourde résistance contre l'institution scolaire, ce qui suscite de fortes réserves dans le corps enseignant.

## Les Jeunesses hitlériennes pendant la Seconde Guerre mondiale

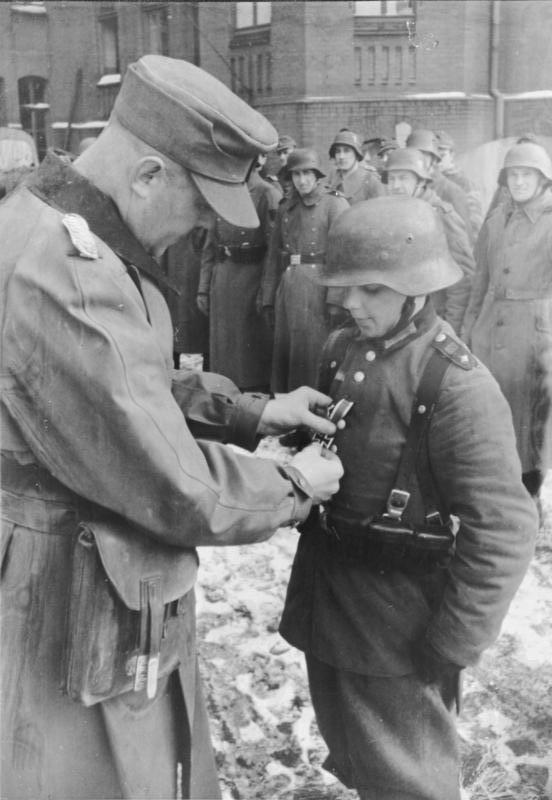
Décoration de Willi Hübner, en 1945.

En 1940, Artur Axmann prend la tête des Jeunesses hitlériennes pour transformer l'organisation en une force auxiliaire utile dans un contexte de guerre. Les Jeunesses hitlériennes assistent les pompiers et l'effort de reconstruction des villes lors des bombardements alliés. Elles accomplissent des missions dans le service postal, les chemins de fer, le service de radiodiffusion et servent dans les équipes de défense anti-aérienne.
Vers 1943, les chefs nazis transforment les Jeunesses hitlériennes en une réserve militaire où ils puisent des troupes à la suite des pertes importantes et croissantes dues à la guerre. Ainsi la 12e Panzerdivision SS Hitlerjugend sous le commandement de Fritz Witt est entièrement composée de jeunes garçons entre seize et dix-huit ans. Cette division est déployée pendant la bataille de Normandie contre les forces canadiennes et britanniques au nord de Caen. Pendant les mois qui suivent, la division obtient une réputation de férocité et de fanatisme. Quand Fritz Witt est tué par l'artillerie alliée, le SS-Brigadeführer Kurt Meyer en prend le commandement et devient le plus jeune commandant de division à l'âge de 33 ans.
Lors de l'invasion de l'Allemagne par les Alliés, la Wehrmacht recrute des membres des Jeunesses hitlériennes de plus en plus jeunes. En 1945, la Volkssturm engage dans des combats meurtriers et sans espoir des membres des Jeunesses hitlériennes à partir de douze ans.
Les Jeunesses hitlériennes sont une part importante des forces allemandes pendant la bataille de Berlin, et se battent avec fanatisme (Alfred Czech ayant même été le plus jeune soldat décoré par Adolf Hitler). Le commandant de la ville, le général Helmut Weidling ordonne à Artur Axmann de dissoudre les unités combattantes des Jeunesses hitlériennes ; cet ordre n'est jamais appliqué à cause de la confusion de la bataille de Berlin.

## Après-guerre
À l'issue de la Seconde Guerre mondiale, les Alliés ont dissous les Jeunesses hitlériennes comme partie intégrante du Parti nazi. Des membres des Jeunesses hitlériennes furent accusés de crime de guerre mais, dans la mesure où l'organisation était constituée de mineurs, les efforts pour faire aboutir les poursuites furent insignifiants.
Bien que les Jeunesses hitlériennes ne fussent jamais déclarées « organisation criminelle », on considéra que l'encadrement adulte avait commis des crimes contre la paix en corrompant les jeunes esprits allemands. De nombreux cadres de haut niveau furent jugés par les Alliés, à l'instar de Baldur von Schirach condamné à vingt ans de prison.

### Documentaire
- David Korn-Brzoza, Jeunesses Hitlériennes, l'endoctrinement d'une nation, France, 2017.